# Sallai Tibor (labdarúgó)
Sallai Tibor (Debrecen, 1969. március 21. –) magyar bajnok labdarúgó, középpályás. Fia Sallai Roland, magyar válogatott labdarúgó, lánya Sallai Nikolett kézilabdázó.

## Pályafutása
1989 és 1990 között a Debreceni MSVC labdarúgója volt. Közben 1989–90-ben sorkatonai szolgálata alatt a Bp. Honvéd csapatában szerepelt. 1990 és 1993 között a Szeged SC játékosa volt. 1993 és 1995 között a Vác labdarúgója volt. Tagja volt az 1992–93-as ezüstérmes és az 1993–94-es bajnokcsapatnak. 1993 őszén az Eger SE, 1994 tavaszán a Siófoki Bányász csapatában szerepelt kölcsönben, de az idény alatt öt mérkőzésen a váci bajnokcsapatban is játszott. 1995 és 1997 között az izraeli Hapóél Bét-Seán csapatában játszott. 1997 és 2001 között a Siófok FC, 2001–02-ben a Marcali IFC, 2002–03-ban a Dombóvári FC, 2003–04-ben a Balaton FC labdarúgója volt. Az aktív labdarúgást az Enying csapatában fejezte be.[forrás?]
1987 és 2004 között 179 élvonalbeli mérkőzésen szerepelt és nyolc gólt szerzett.[forrás?]

## Családja
Testvére Sallai Sándor (1960–) válogatott labdarúgó. Fia Sallai Roland (1997–) szintén válogatott labdarúgó. Lánya Sallai Nikolett (1998–) Nb1-es kézilabdázó.

## Sikerei, díjai
Vác FC-Samsung
- Magyar bajnokság
  - bajnok: 1993–94
  - 2.: 1992–93
- Magyar kupa
  - döntős: 1995